# Radomir Antić
Radomir Antić (serbisch-kyrillisch Радомир Антић; * 22. November 1948 in Žitište, Jugoslawien; † 6. April 2020 in Madrid, Spanien) war ein jugoslawischer Fußballspieler und späterer serbischer Fußballtrainer.

## Spielerkarriere
Antićs Eltern lernten sich im Zweiten Weltkrieg im Partisanenkampf gegen die deutschen Besatzer kennen und kamen 1948 aus Bosnien als sogenannte Kolonisten nach Žitište. Der Vater war aus Šipovo bei Jajce, die Mutter stammte aus der Region Grmeč. Im Alter von sechs Jahren zog die Familie in das damalige Titovo Užice. Nach Ausflügen zum Amateurboxen, Schach und Basketball, begann er zunächst beim FK Sloboda Užice mit dem Fußballspielen und stand dort bis 1968 unter Vertrag. In diesem Jahr wechselte er als Verteidiger zu FK Partizan Belgrad. Er wurde 1976 einmal jugoslawischer Meister. In der Meisterschaftssaison erzielte Antić ein Kopfballtor, obwohl er bei einem Zweikampf eine Schädelfraktur erlitten hatte.
Nach der Meisterschaft in Jugoslawien wechselte der Serbe zu Fenerbahçe Istanbul in die Türkei, in den zwei Jahren in Istanbul konnte der damalige Verteidiger einmal die türkische Meisterschaft gewinnen.
1978 ging er zum ersten Mal nach Spanien zu Real Saragossa, wo er weitere zwei Jahre aktiv war, danach verschlug es den damaligen Jugoslawen nach England zu Luton Town, wo er mit insgesamt 100 Spielen in vier Jahren seine Spielerkarriere ausklingen ließ. Bei Luton Town schoss er das wichtigste Tor seiner Karriere, vier Minuten vor Schluss des letzten Spieltages aus 16 Metern gegen Manchester City. So sorgte er für den Klassenerhalt seines Vereines.

## Trainerkarriere

### Anfangsjahre
1985 kehrte Antić nach Jugoslawien zurück und war bis 1988 Co-Trainer bei seinem ehemaligen Klub als Spieler FK Partizan Belgrad. 1988 ging es wieder nach Spanien zu seinem ebenfalls ehemaligen Klub Real Saragossa, wo er Cheftrainer wurde. Drei Jahre lang behielt er das Zepter in der Hand, ehe er 1991 von Real Madrid als Cheftrainer verpflichtet wurde.

### Real Madrid
Antić löste Alfredo Di Stéfano für die letzten zwölf Spiele der Saison 1990/91 ab. Er konnte den dritten Platz erringen und kam mit den Königlichen in den UEFA-Pokal. Er brachte Stars wie Robert Prosinečki oder Luis Enrique in die Hauptstadt. Nach relativ guten Erfolgen wurde er ausgebootet und durch den Niederländer Leo Beenhakker ersetzt.

### Real Ovideo
1992 ging er zu Real Oviedo. Er schaffte mit den Asturiern den Klassenerhalt. Sein Star von Real Madrid, Robert Prosinečki, folgte ihm 1994 in die Stadt am Jakobsweg. Im Jahr 1995 verließ er Oviedo und wechselte zu Atlético Madrid.

### Atlético Madrid
Atletico trainierte er zwischen 1995 und 2000 mit zwei Unterbrechungen. In seiner ersten Saison als Chefcoach konnte er mit den Madrilenen das spanische Double 1995/96 gewinnen. In der Saison 1996/97 war er mit Atletico, zum ersten Mal in der Klubgeschichte, in der UEFA Champions League. Die Mannschaft schied im Viertelfinale gegen Ajax Amsterdam aus. Im Sommer 1998 wurde der Serbe vom Italiener Arrigo Sacchi abgelöst. 1999 kehrte er als Nachfolger seines Nachfolgers ins Vicente-Calderón-Stadion zurück. In diesem Jahr konnte das Pokalfinale erreicht werden. Am Ende der Saison wurde Antić abermals von einem Italiener, diesmal Claudio Ranieri, abgelöst. Ab Februar 2000 durfte er eine dritte Amtszeit bei Atletico erleben, abermals verlor er mit dem Team das Pokalfinale. 

### Rückkehr zu Real Ovideo
Im Sommer 2000 kehrte Antić wieder zu Real Oviedo zurück. Mit den Asturiern musste er aus der Primera División absteigen. Nach seinem Abschied von Real Ovideo 2002 war Antić die nächsten eineinhalb Jahre arbeitslos, bevor er im Januar 2003 auf interimsbasis neuer Übungsleiter beim FC Barcelona wurde.

### FC Barcelona
Nachdem eine Verpflichtung von Ex-Barça-Trainer César Luis Menotti nicht geklappt hatte, kam Antić als Zweitwahl im Januar 2003 zu Barcelona. Er erhielt einen bis zum Saisonende datierten Kontrakt, wobei ihm eine Verlängerung in Aussicht gestellt wurde, sollte ihm die Qualifikation für die Champions League gelingen. In seiner neuen Rolle als Barça-Trainer beerbte er den gescheiterten Louis van Gaal.  Zum Zeitpunkt seiner Amtsübernahme befanden die Katalanen sich auf dem zwölften Tabellenplatz, waren für die zweite Champions-League-Gruppenphase qualifiziert und hatten sich schon im September aus dem Pokal verabschiedet. Durch sein Engagement bei Barcelona wurde Antić zum zweiten Trainer, der sowohl Real Madrid- als auch Barcelona-Übungsleiter war und zum ersten, der Barça, Atlético und Real Madrid trainiert hat. Unter Antić fanden die Katalenen nach der desaströs verlaufenen zweiten Amtszeit von Gaal wieder eine gewisse Form und die Meisterschaft wurde nach neun Siegen, sechs Unentschieden und drei Niederlagen auf dem sechsten Platz beendet. Dies stellte zwar das schlechteste Abschneiden Barças in 15 Jahren dar, bedeutete zugleich aber, dass man auch im folgenden Spieljahr in Europa vertreten sein würde, wenn auch nur im UEFA-Pokal und nicht der Champions League. Eine Verlängerung von Antićs Vertrag war unterdessen jedoch vom Tisch. In der laufenden Ausgabe der Königsklasse konnte Antić an die bisherigen Leistungen anknüpfen. Nachdem die erste Gruppenphase auf dem ersten Platz beendet worden war, beendete man auch die zweite Gruppenphase auf dem ersten Platz, womit man sich fürs Viertelfinale qualifizierte. Dort traf man auf das von Marcello Lippi geführte Juventus Turin. Diesem unterlag man nach Hin- und Rückspiel knapp mit 2:3 und schied aus. Bezwinger Juventus sollte im anschließenden Halbfinale auf Antićs Ex-Verein Real Madrid unter Vicente del Bosque treffen und dieses mit 4:3 ausschalten. Aufgrund der verpassten Champions-League-Qualifikation und der Ankunft eines neuen Vereinspräsidenten gab Antić sein Amt als Barcelona-Trainer nach der Saison ab. Sein Nachfolger wurde der, von Neupräsident Joan Laporta engagierte, Niederländer Frank Rijkaard.

### Celta Vigo und serbischer Nationaltrainer
2004 kam Antić zu Celta Vigo, aber diesmal schaffte er den Klassenerhalt nicht.
Am 19. August 2008, nach vier Jahren ohne Trainerjob, übernahm er die Nationalmannschaft seines Heimatlandes Serbien. Unter seiner Führung qualifizierte sich die serbische Nationalmannschaft für die Weltmeisterschaft 2010 in Südafrika. Dort schied die serbische Elf trotz eines 1:0-Sieges gegen den späteren WM-Dritten Deutschland nach der Gruppenphase aus. Von 2012 bis 2013 und im Jahr 2015 trainierte Radomir Antić in China Shandong Luneng Taishan respektive Hebei China Fortune.

## Erfolge
Als Spieler:
- 1 Mal jugoslawischer Meister (1976)
- 1 Mal türkischer Meister (1978)

Als Trainer:
- 1 Mal spanischer Meister (1996)
- 1 Mal spanischer Pokalsieger (1996)

## Privates
Radomir Antić starb am 6. April 2020 im Alter von 71 Jahren.